# 弗劳恩基兴
弗劳恩基兴是奥地利布尔根兰州滨湖新锡德尔县的一个市镇。总面积31.93平方公里，总人口2831人，人口密度88.7人/平方公里（2011年）。